# Historia de las hipótesis de formación y evolución del sistema solar

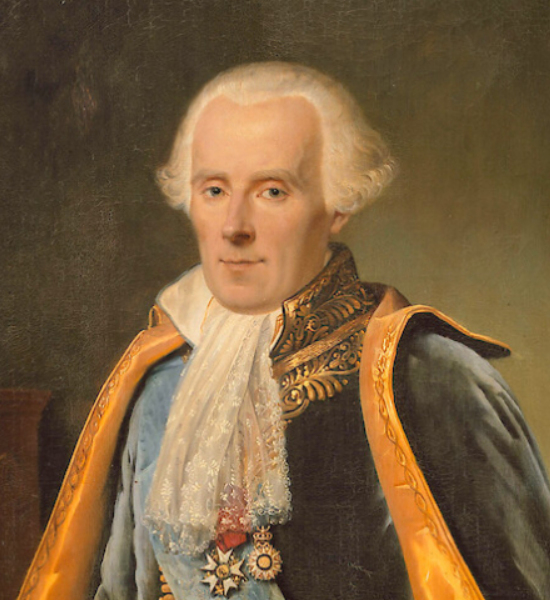
Pierre-Simon Laplace, uno de los creadores de la hipótesis nebular

La historia del pensamiento científico sobre la formación y evolución del sistema solar comenzó con la Revolución Copernicana. El primer uso registrado del término «sistema solar» data de 1704. Desde el siglo XVII, los filósofos y científicos han elaborado teorías sobre los orígenes de nuestro sistema solar y de la Luna y han intentado predecir cómo cambiaría el sistema solar en el futuro. René Descartes fue el primero en plantear una hipótesis sobre el inicio del sistema solar; sin embargo, más científicos se sumaron a la discusión en el siglo XVIII, sentando las bases para posteriores teorías sobre el tema. Más tarde, sobre todo en el siglo XX, empezaron a acumularse diversas teorías, incluida la hipótesis nebular, hoy comúnmente aceptada.
Por su parte, las teorías que explican la evolución del Sol se originaron en el siglo XIX, especialmente cuando los científicos empezaron a comprender el funcionamiento de las estrellas en general.
En cambio, las teorías que intentan explicar el origen de la Luna llevan siglos circulando, aunque todas las hipótesis ampliamente aceptadas se demostraron falsas con las misiones Apolo a mediados del siglo XX. Después de Apolo, en 1984, se compuso la teoría del gran impacto, que sustituyó al modelo de acreción binaria, ya probado, como la explicación más común para la formación de la Luna.

## Visión contemporánea
La teoría más aceptada sobre la formación de los planetas se conoce como la hipótesis nebular. Esta teoría menciona que, hace 4600 millones de años, el sistema solar se formó por el colapso gravitatorio de una gigantesca nube molecular que abarcaba varios años luz. Muchas estrellas, incluido el Sol, se formaron dentro de esta nube en colapso. El gas que formó el sistema solar era ligeramente más masivo que el propio Sol. La mayor parte de la masa se concentró en el centro, formando el Sol, y el resto de la masa se aplanó en un disco protoplanetario, a partir del cual se formaron todos los planetas, lunas, asteroides y otros cuerpos celestes actuales del sistema solar.

## Hipótesis de la formación
El filósofo y matemático francés René Descartes fue el primero en proponer un modelo sobre el origen del sistema solar en su libro El Mundo, escrito entre 1629 y 1633. En su opinión, el Universo estaba lleno de vórtices de partículas arremolinadas, y tanto el Sol como los planetas se habían condensado a partir de un gran vórtice que se había contraído, lo que, según él, podía explicar el movimiento circular de los planetas. Sin embargo, esto fue antes de conocer la teoría de la gravedad de Newton, que explica que la materia no se comporta de esta manera.

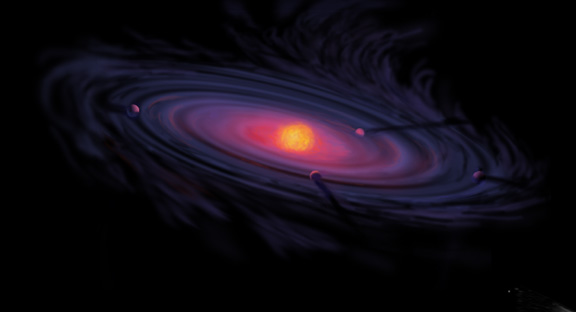
Concepción artística de un disco protoplanetario

El modelo de vórtices de 1944, formulado por el físico y filósofo alemán Carl Friedrich von Weizsäcker, se remonta al modelo cartesiano al implicar un patrón de remolinos inducidos por la turbulencia en un disco nebular laplaciano. En el modelo de Weizsäcker, la combinación de la rotación en el sentido de las agujas del reloj de cada vórtice y la rotación en sentido contrario de todo el sistema podría llevar a que los elementos individuales se movieran alrededor de la masa central en órbitas keplerianas, reduciendo la disipación de energía debida al movimiento global. Sin embargo, el material estaría colisionando a una alta velocidad relativa en los límites entre vórtices y, en estas regiones, los pequeños remolinos de rodillos se fusionarían para dar lugar a condensaciones anulares. Esta teoría fue muy criticada, ya que la turbulencia es un fenómeno asociado al desorden y no produciría espontáneamente la estructura altamente ordenada que requiere la hipótesis. Tampoco proporciona una solución al problema del momento angular ni explica la formación lunar y otras características muy básicas del sistema solar.
Este modelo fue modificado en 1948 por el físico teórico holandés Dirk Ter Haar, quien teorizó que los remolinos regulares fueron descartados y sustituidos por turbulencias aleatorias, lo que daría lugar a una nebulosa muy gruesa en la que no se produciría la inestabilidad gravitatoria. Llegó a la conclusión de que los planetas debían formarse por acreción, y explicó la diferencia de composición entre los planetas como resultado de la diferencia de temperatura entre las regiones interior y exterior, siendo la primera más caliente y la segunda más fría, por lo que sólo los refractarios (no volátiles) se condensaron en la región interior. Una de las principales dificultades era que, en esta suposición, la disipación turbulenta tenía lugar en el transcurso de un solo milenio, lo que no daba tiempo suficiente para que se formaran planetas.
La hipótesis nebular fue propuesta por primera vez en 1734 por el científico sueco Emanuel Swedenborg y posteriormente ampliada por el filósofo prusiano Immanuel Kant en 1755. El francés Pierre-Simon Laplace formuló independientemente una teoría similar en 1796.
En 1749, Georges-Louis Leclerc, Conde de Buffon, concibió la idea de que los planetas se formaron cuando un cometa colisionó con el Sol, enviando materia para formar los planetas. Sin embargo, Pierre-Simon Laplace refutó esta idea en 1796, afirmando que cualquier planeta formado de esta manera acabaría chocando con el Sol. Laplace consideraba que las órbitas casi circulares de los planetas eran una consecuencia necesaria de su formación. Hoy se sabe que los cometas son demasiado pequeños para haber creado el sistema solar de esta manera.
En 1755, Immanuel Kant especuló que las nebulosas observadas podían ser regiones de formación de estrellas y planetas. En 1796, Laplace profundizó argumentando que la nebulosa se colapsaba en una estrella y, al hacerlo, el material restante giraba gradualmente hacia el exterior formando un disco plano, que luego formaba planetas.

### Teorías alternativas
Por muy plausible que parezca a primera vista, la hipótesis nebular sigue enfrentándose al obstáculo del momento angular; si el Sol se hubiera formado realmente a partir del colapso de una nube de este tipo, los planetas deberían girar mucho más lentamente. El Sol, aunque contiene casi el 99,9 por ciento de la masa del sistema, contiene sólo el 1 por ciento de su momento angular, lo que significa que el Sol debería estar girando mucho más rápidamente.

#### Teoría de las mareas
Los intentos de resolver el problema del momento angular condujeron al abandono temporal de la hipótesis nebular en favor de una vuelta a las teorías de «dos cuerpos». Durante varias décadas, muchos astrónomos prefirieron la hipótesis de las mareas o de la cuasi colisión planteada por James Jeans en 1917, según la cual el acercamiento de alguna otra estrella al Sol acababa formando los planetas. Este acercamiento habría extraído grandes cantidades de materia del Sol y de la otra estrella por sus fuerzas de marea mutuas, que podrían haberse condensado en planetas. En 1929, el astrónomo Harold Jeffreys respondió que esa casi colisión era muy poco probable. El astrónomo estadounidense Henry Norris Russell también se opuso a la hipótesis demostrando que tenía problemas con el momento angular de los planetas exteriores, que se esforzaban por evitar ser reabsorbidos por el Sol.

#### Modelo Chamberlin-Moulton
En 1900, Forest Moulton demostró que la hipótesis nebular era inconsistente con las observaciones debido al momento angular. En 1904, Moulton y Chamberlin crearon la hipótesis del planetesimal. Junto con muchos astrónomos de la época, llegaron a creer que las imágenes de las «nebulosas espirales» del Observatorio Lick eran una prueba directa de la formación de sistemas planetarios, que más tarde resultaron ser galaxias.
Moulton y Chamberlin sugirieron que una estrella había pasado cerca del Sol al principio de su vida, provocando protuberancias de marea, y que esto, junto con el proceso interno que da lugar a las prominencias solares, dio lugar a la eyección de filamentos de materia de ambas estrellas. Si bien la mayor parte del material habría caído hacia atrás, una parte permanecería en órbita. Los filamentos se enfriaron y dieron lugar a numerosos y diminutos planetesimales sólidos y a algunos protoplanetas más grandes. Este modelo recibió un apoyo favorable durante unas tres décadas, pero pasó a mejor vida a finales de los años 30 y fue descartado en los años 40 debido a la constatación de que era incompatible con el momento angular de Júpiter. Una parte de la teoría, la acreción de planetesimales, se mantuvo.

#### Escenario de Lyttleton
En 1937 y 1940, Raymond Lyttleton postuló que una estrella compañera del Sol colisionó con una estrella que pasaba por allí. Esta hipótesis ya había sido sugerida y rechazada por Henry Russell en 1935, aunque podría ser más probable suponiendo que el Sol naciera en un cúmulo abierto, donde las colisiones estelares son habituales. Lyttleton demostró que los planetas terrestres eran demasiado pequeños para condensarse por sí mismos y sugirió que un protoplaneta muy grande se partió en dos debido a la inestabilidad rotacional, formando Júpiter y Saturno, con un filamento de conexión del que se formaron los demás planetas. Un modelo posterior, de 1940 y 1941, implicaba un sistema estelar triple, una binaria más el Sol, en el que la binaria se fusionó y posteriormente se dividió debido a la inestabilidad rotacional y escapó del sistema, dejando un filamento que se formó entre ellas para ser capturado por el Sol. Las objeciones de Lyman Spitzer se aplican también a este modelo.

#### Modelo de estructura de banda
En 1954, 1975 y 1978, el astrofísico sueco Hannes Alfvén incluyó los efectos electromagnéticos en las ecuaciones de los movimientos de las partículas y explicó la distribución del momento angular y las diferencias de composición. En 1954, propuso por primera vez la estructura de bandas, en la que distinguía una nube A, que contenía principalmente helio con algunas impurezas de partículas sólidas («lluvia de meteoritos»), una nube B con mayoría de carbono, una nube C que tenía principalmente hidrógeno, y una nube D formada principalmente por silicio y hierro. Las impurezas de la nube A formaron Marte y la Luna (posteriormente capturada por la Tierra), las impurezas de la nube B colapsaron para formar los planetas exteriores, la nube C se condensó en Mercurio, Venus, la Tierra, el cinturón de asteroides, las lunas de Júpiter y los anillos de Saturno, mientras que Plutón, Tritón, los satélites exteriores de Saturno, las lunas de Urano, el cinturón de Kuiper y la nube de Oort se formaron a partir de la nube D.

#### Teoría de la nube interestelar
En 1943, el astrónomo soviético Otto Schmidt propuso que el Sol, en su forma actual, atravesó una densa nube interestelar y emergió envuelto en una nube de polvo y gas, de la que acabaron formándose los planetas. Esto resolvía el problema del momento angular al suponer que la lenta rotación del Sol le era propia y que los planetas no se formaron al mismo tiempo que el Sol. Las extensiones de este modelo, que forman la escuela rusa, incluyen a Gurevich y Lebedinsky en 1950, Safronov en 1967 y 1969, Ruskol en 1981 Safronov y Vityazeff en 1985, y Safronov y Ruskol en 1994, entre otros. Sin embargo, esta hipótesis fue severamente mellada por Victor Safronov, quien demostró que la cantidad de tiempo requerida para formar los planetas a partir de una envoltura tan difusa excedería por mucho la edad determinada del sistema solar.
Ray Lyttleton modificó la teoría mostrando que no era necesario un tercer cuerpo y proponiendo que un mecanismo de acreción de líneas, como el descrito por Bondi y Hoyle en 1944, permitía que el material de las nubes fuera capturado por la estrella (Williams y Cremin, 1968, loc. cit.).

#### Hipótesis de Hoyle
En el modelo de Hoyle de 1944, la compañera se convirtió en una nova con el material expulsado capturado por el Sol y los planetas formados a partir de este material. En una versión de un año más tarde se trataba de una supernova. En 1955 propuso un sistema similar al de Laplace, y volvió a proponer la idea con más detalles matemáticos en 1960. Se diferencia de Laplace en que se produjo un par magnético entre el disco y el Sol, que entró en acción inmediatamente; de lo contrario, se habría expulsado más y más materia, dando lugar a un sistema planetario masivo que superaba el tamaño del existente y era comparable al Sol. El par de torsión provocó un acoplamiento magnético y actuó para transferir el momento angular del Sol al disco. La intensidad del campo magnético tendría que haber sido de 1 gauss. La existencia del par dependía de que las líneas de fuerza magnéticas estuvieran congeladas en el disco, una consecuencia de un conocido teorema magnetohidrodinámico (MHD) sobre las líneas de fuerza congeladas. Como la temperatura de condensación solar cuando el disco fue expulsado no podía ser mucho más de 1000 K (730 °C; 1340 °F), numerosos refractarios debían ser sólidos, probablemente como finas partículas de humo, que habrían crecido con la condensación y la acreción. Estas partículas habrían sido barridas con el disco sólo si su diámetro en la órbita de la Tierra era inferior a 1 m, por lo que, a medida que el disco se desplazaba hacia el exterior, quedaba un disco subsidiario compuesto sólo por refractarios, donde se formarían los planetas terrestres. El modelo concuerda con la masa y composición de los planetas y la distribución del momento angular que proporciona el acoplamiento magnético. Sin embargo, no explica el hermanamiento, la baja masa de Marte y Mercurio y los cinturones de planetoides. Alfvén formuló el concepto de líneas de campo magnético congeladas.

#### Teoría de Kuiper
Gerard Kuiper argumentó en 1944, al igual que Ter Haar, que los remolinos regulares serían imposibles y postuló que podrían producirse grandes inestabilidades gravitatorias en la nebulosa solar, formando condensaciones. En este sentido, la nebulosa solar podría ser co-genética con el Sol o capturada por él. La distribución de la densidad determinaría qué podría formarse, un sistema planetario o un compañero estelar. Se suponía que los dos tipos de planetas eran el resultado del límite de Roche. No se ofrecía ninguna explicación para la lenta rotación del Sol, que Kuiper veía como un problema mayor de las estrellas G.

#### Teoría de Whipple
En la hipótesis de Fred Whipple de 1948, una nube de humo de unas 60.000 UA de diámetro y con una masa solar (M☉) se contrajo y produjo el Sol. Tenía un momento angular despreciable, lo que explica la propiedad similar del Sol. Esta nube de humo capturó otra más pequeña con un gran momento angular. El tiempo de colapso de la gran nebulosa de humo y gas es de unos 100 millones de años, y el ritmo fue lento al principio, aumentando en etapas posteriores. Los planetas se condensaron a partir de pequeñas nubes desarrolladas en la segunda nube o capturadas por ella. Las órbitas serían casi circulares porque la acreción reduciría la excentricidad debido a la influencia del medio resistente, y las orientaciones orbitales serían similares debido al tamaño de la pequeña nube y a la dirección común de los movimientos. Los protoplanetas podrían haberse calentado hasta tal punto que los compuestos más volátiles se habrían perdido, y la velocidad orbital disminuía al aumentar la distancia, por lo que los planetas terrestres se habrían visto más afectados. Sin embargo, esta hipótesis era débil en el sentido de que prácticamente todas las regularidades finales se introducen como una suposición previa, y los cálculos cuantitativos no apoyaban la mayor parte de las hipótesis. Por estas razones, no obtuvo una amplia aceptación.

#### Modelo de Urey
El químico estadounidense Harold Urey, fundador de la cosmoquímica, planteó en 1951, 1952, 1956 y 1966 una hipótesis basada en gran medida en los meteoritos. Su modelo también utilizó las ecuaciones de estabilidad de Chandrasekhar y obtuvo la distribución de la densidad en el disco de gas y polvo que rodeaba al Sol primitivo. Para explicar que elementos volátiles como el mercurio pudieran ser retenidos por los planetas terrestres, postuló un halo de gas y polvo moderadamente grueso que protegía a los planetas del Sol. Para que se formaran los diamantes, tendrían que formarse en el disco cristales de carbono puro, objetos del tamaño de una luna y esferas de gas que se volvieran gravitatoriamente inestables, y el gas y el polvo se disiparían en una etapa posterior. La presión disminuyó a medida que se perdía el gas y los diamantes se convertían en grafito, mientras que el gas se iluminaba con el Sol. En estas condiciones, la ionización sería considerable y el gas sería acelerado por los campos magnéticos, por lo que el momento angular podría ser transferido desde el Sol. Urey postuló que estos cuerpos de tamaño lunar se destruyeron por colisiones, disipándose el gas y dejando atrás los sólidos recogidos en el núcleo, con los fragmentos más pequeños resultantes empujados hacia el espacio y los fragmentos más grandes quedándose atrás y acumulándose en planetas. Sugirió que la Luna era un núcleo superviviente de este tipo.

#### Teoría de los protoplanetas
En 1960, 1963 y 1978, W. H. McCrea propuso la teoría de los protoplanetas, según la cual el Sol y los planetas se unieron individualmente a partir de la materia de la misma nube, y los planetas más pequeños fueron capturados posteriormente por la gravedad del Sol. Incluye la fisión en una nebulosa protoplanetaria y excluye una nebulosa solar. Las aglomeraciones de flóculos, que se supone que componen la turbulencia supersónica que se supone que se produce en el material interestelar del que nacen las estrellas, formaron el Sol y los protoplanetas, dividiéndose estos últimos para formar planetas. Las dos porciones no pudieron permanecer unidas gravitatoriamente entre sí en una proporción de masa de al menos 8 a 1, y en el caso de los planetas interiores, entraron en órbitas independientes, mientras que en el caso de los planetas exteriores, una porción salió del sistema solar. Los protoplanetas interiores eran Venus-Mercurio y Tierra-Marte. Las lunas de los planetas mayores se formaron a partir de «gotitas» en el cuello que conectaba las dos porciones del protoplaneta divisor. Estas gotitas podrían dar cuenta de algunos asteroides. Los planetas terrestres no tendrían lunas mayores, lo que no explica Luna. La teoría también predice ciertas observaciones, como la velocidad angular similar de Marte y la Tierra con períodos de rotación e inclinaciones axiales similares. En este esquema, hay seis planetas principales: dos terrestres, Venus y la Tierra; dos mayores, Júpiter y Saturno; y dos exteriores, Urano y Neptuno, junto con tres planetas menores: Mercurio, Marte y Plutón.
Esta teoría tiene algunos problemas, como que no explica el hecho de que los planetas orbiten todos alrededor del Sol en la misma dirección con una excentricidad relativamente baja, lo que parecería muy improbable si cada uno de ellos fuera capturado individualmente.

#### Hipótesis de Cameron
En la hipótesis del astrónomo estadounidense Alastair G. W. Cameron de 1962 y 1963, el protosol, con una masa de alrededor de 1-2 soles y un diámetro de unas 100.000 UA, era gravitatoriamente inestable, se colapsó y se rompió en subunidades más pequeñas. El campo magnético era de unos 1/100.000 gauss. Durante el colapso, las líneas de fuerza magnéticas se retorcieron. El colapso fue rápido y se produjo debido a la disociación de las moléculas de hidrógeno, seguida de la ionización del hidrógeno y la doble ionización del helio. El momento angular condujo a la inestabilidad rotacional, que produjo un disco de Laplace. En esta etapa, la radiación eliminaba el exceso de energía, el disco se enfriaba durante un periodo relativamente corto de alrededor de 1 millón de años, y se producía la condensación en lo que Whipple denomina cometismales. La agregación de estos cometismales produjo planetas gigantes, que a su vez produjeron discos durante su formación, los cuales evolucionaron a sistemas lunares. La formación de planetas terrestres, cometas y asteroides implicó desintegración, calentamiento, fusión y solidificación. Cameron también formuló la teoría del gran impacto para el origen de la Luna.

#### Teoría de la captura
La teoría de la captura, propuesta por Michael Mark Woolfson en 1964, postula que el sistema solar se formó a partir de las interacciones de marea entre el Sol y una protoestrella de baja densidad. La gravedad del Sol habría extraído material de la atmósfera difusa de la protoestrella, que se habría colapsado para formar los planetas. Sin embargo, la teoría de la captura predice una edad diferente para el Sol que para los planetas, mientras que las edades similares del Sol y del resto del sistema solar indican que se formaron aproximadamente al mismo tiempo.
Como los planetas capturados tendrían órbitas inicialmente excéntricas, Dormand y Woolfson propusieron la posibilidad de una colisión. Según su teoría, un filamento fue lanzado por una protoestrella que pasaba por allí y fue capturado por el Sol, lo que dio lugar a la formación de planetas. En esta idea, había 6 planetas originales, correspondientes a 6 masas puntuales en el filamento, con los planetas A y B, los dos más internos, colisionando. A, con el doble de masa que Neptuno, fue expulsado del sistema solar, mientras que B, cuya masa se estima en un tercio de la de Urano, se fragmentó para formar la Tierra, Venus, posiblemente Mercurio, el cinturón de asteroides y los cometas.

#### Fisión solar
En 1951, 1962 y 1981, el astrónomo suizo Louis Jacot, al igual que Weisacker y Ter Haar, continuó la idea cartesiana de los vórtices, pero propuso una jerarquía de vórtices, o vórtices dentro de vórtices, es decir, un vórtice del sistema lunar, un vórtice del sistema solar y un vórtice galáctico. Propuso la idea de que las órbitas planetarias son espirales, no círculos ni elipses. Jacot también propuso la expansión de las galaxias en el sentido de que las estrellas se alejan del centro y las lunas se alejan de sus planetas.
También sostenía que los planetas eran expulsados, de uno en uno, del Sol, concretamente de una protuberancia ecuatorial causada por la rotación, y que un hipotético planeta se hizo añicos en esta expulsión, dejando el cinturón de asteroides. El cinturón de Kuiper no se conocía entonces, pero es de suponer que también sería el resultado del mismo tipo de fragmentación. Las lunas, al igual que los planetas, se originaron como expulsiones ecuatoriales de sus planetas progenitores, y algunas se hicieron añicos, dejando los anillos, y se suponía que la Tierra acabaría expulsando otra luna.
En este modelo, los planetas tenían 4 fases: sin rotación y manteniendo el mismo lado respecto al Sol, muy lenta, acelerada y de rotación diaria.
Jacot explicó las diferencias entre los planetas interiores y exteriores y las lunas interiores y exteriores a través del comportamiento de los vórtices. La órbita excéntrica de Mercurio se explicaba por su reciente expulsión del Sol y la lenta rotación de Venus por encontrarse en la «fase de rotación lenta», al haber sido expulsado en penúltimo lugar.
El modelo de Tom Van Flandern fue propuesto por primera vez en 1993 en la primera edición de su libro. En la versión revisada de 1999 y posteriores, el sistema solar original tenía seis pares de planetas gemelos, y cada uno de ellos se fisionó a partir de los bultos ecuatoriales de un Sol que giraba en exceso, donde las fuerzas centrífugas hacia fuera superaban a la fuerza gravitatoria hacia dentro, en momentos diferentes, dándoles diferentes temperaturas, tamaños y composiciones, y habiéndose condensado después con el disco nebular que se disipó tras unos 100 millones de años, con seis planetas que explotaron. Cuatro de ellos estaban dominados por el helio, eran fluidos e inestables. Estos fueron V (Maldek, V representando el quinto planeta, los cuatro primeros incluyendo Mercurio y Marte), K (Kriptón), T (transneptuniano), y el Planeta X. En estos casos, las lunas más pequeñas explotaron debido a las tensiones de marea, dejando los cuatro cinturones componentes de las dos zonas principales de planetoides. El planeta LHB-A, cuya explosión se postula que causó el Bombardeo Intenso Tardío (LHB) hace unos 4 eones, estaba hermanado con Júpiter, y el LHB-B, cuya explosión se postula que causó otro LHB, estaba hermanado con Saturno. En los planetas LHB-A, Júpiter, LHB-B y Saturno, el compañero interior y más pequeño de cada par fue sometido a enormes tensiones de marea, lo que provocó su explosión. Las explosiones tuvieron lugar antes de que pudieran fisionar lunas. Como los seis eran fluidos, no dejaron ningún rastro. Los planetas sólidos sólo fisionaron una luna, y Mercurio era una luna de Venus pero se alejó como resultado de la influencia gravitatoria del Sol. Marte era una luna de Maldek.
Uno de los principales argumentos en contra de la explosión de planetas y lunas es que no existiría una fuente de energía lo suficientemente potente como para provocar dichas explosiones.

#### Modelo de Herndon
Según el modelo de J. Marvin Herndon, los planetas interiores de gran núcleo se formaron por condensación y lluvia desde el interior de protoplanetas gaseosos gigantes a altas presiones y temperaturas. La condensación completa de la Tierra incluyó una cáscara de gas/hielo de aproximadamente 300 M⊕ que comprimió el núcleo rocoso hasta aproximadamente el 66 % del diámetro actual de la Tierra. Las erupciones de T Tauri en el Sol eliminaron los gases de los planetas interiores. Mercurio se condensó de forma incompleta, y una parte de sus gases se desprendió y fue transportada a la región entre Marte y Júpiter, donde se fusionó con el condensado oxidado que caía desde los confines del sistema solar y formó el material madre de los meteoritos condritos ordinarios, los asteroides del cinturón principal y la chapa de los planetas interiores, especialmente Marte. Las diferencias entre los planetas interiores son principalmente consecuencia de los diferentes grados de compresión protoplanetaria. Hay dos tipos de respuestas a los aumentos de volumen planetario impulsados por la descompresión: las grietas, que se formaron para aumentar la superficie, y el plegamiento, que creó cordilleras para acomodar los cambios de curvatura.
Esta teoría de la formación planetaria representa una extensión del modelo de la Dinámica de Descompresión de toda la Tierra (WEDD), que incluye reactores naturales de fisión nuclear en los núcleos planetarios; Herndon la expone en once artículos en Current Science entre 2005 y 2013 y en cinco libros publicados entre 2008 y 2012. Se refiere a su modelo como «indivisible», lo que significa que los aspectos fundamentales de la Tierra están conectados lógica y causalmente y pueden deducirse de su formación temprana como un gigante similar a Júpiter.
En 1944, el químico y físico alemán Arnold Eucken consideró la termodinámica de la condensación y la lluvia de la Tierra dentro de un protoplaneta gigante a presiones de 100-1000 atm. En los años 50 y principios de los 60, se discutió la formación de planetas a esas presiones, pero el modelo de baja presión (c. 4-10 atm.) de Cameron de 1963 suplantó en gran medida la idea.

#### Clasificación de las teorías
Jeans, en 1931, dividió los distintos modelos en dos grupos: aquellos en los que el material para la formación de los planetas procedía del Sol, y aquellos en los que no lo hacía y podía ser concurrente o consecutivo.
En 1963, William McCrea los dividió en otros dos grupos: los que relacionan la formación de los planetas con la formación del Sol y los que son independientes de la formación del Sol, en los que los planetas se forman después de que el Sol se convierta en una estrella normal.
Ter Haar y Cameron distinguieron entre las teorías que consideran un sistema cerrado, que es un desarrollo del Sol y posiblemente una envoltura solar, que comienza con un protosol en lugar del propio Sol, y afirman que Belot llama a estas teorías monistas; y las que consideran un sistema abierto, que es donde hay una interacción entre el Sol y algún cuerpo extraño que se supone que ha sido el primer paso en los desarrollos que conducen al sistema planetario, y afirman que Belot llama a estas teorías dualistas.
La clasificación de Hervé Reeves también los categorizó como co-genéticos con el Sol o no, pero también consideró su formación a partir de material estelar e interestelar alterado o no. También reconoció cuatro grupos: los modelos basados en la nebulosa solar, originados por Swedenborg, Kant y Laplace en el siglo XVIII; las teorías que proponen una nube capturada del espacio interestelar, cuyos principales defensores son Alfvén y Gustaf Arrhenius en 1978 las hipótesis binarias que proponen que una estrella hermana se desintegró de alguna manera y una parte de su material disipado fue capturado por el Sol, siendo el principal hipotético Lyttleton en la década de 1940; y las ideas de filamentos cercanos de Jeans, Jeffreys, y Woolfson y Dormand.
Williams y Cremin crearon las categorías de modelos que consideran que el origen y la formación de los planetas están esencialmente relacionados con el Sol, y que los dos procesos de formación tienen lugar de forma simultánea o consecutiva, y los modelos que consideran que la formación de los planetas es independiente del proceso de formación del Sol, y que los planetas se forman después de que el Sol se convierta en una estrella normal. Esta última clasificación tiene 2 subcategorías: modelos en los que el material para la formación de los planetas se extrae del Sol o de otra estrella, y modelos en los que el material se adquiere del espacio interestelar. Llegan a la conclusión de que los mejores modelos son el acoplamiento magnético de Hoyle y los flóculos de McCrea.
Woolfson reconoció los modelos monistas, que incluían a Laplace, Descartes, Kant y Weisacker, y los modelos dualistas, que incluían a Buffon, Chamberlin-Moulton, Jeans, Jeffreys y Schmidt-Lyttleton.

### Reaparición de la hipótesis nebular

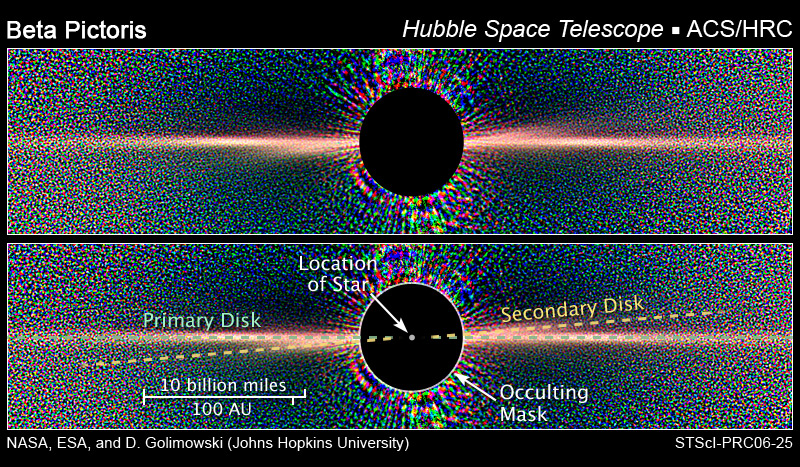
Beta Pictoris vista por el telescopio espacial Hubble

En 1978, el astrónomo A. J. R. Prentice revivió el modelo nebular laplaciano en su Teoría Moderna de Laplaciano, sugiriendo que el problema del momento angular podría resolverse mediante el arrastre creado por los granos de polvo en el disco original, que ralentizaban la rotación en el centro. Prentice también sugirió que el joven Sol transfería parte del momento angular al disco protoplanetario y a los planetesimales a través de eyecciones supersónicas que, según se entiende, se producen en las estrellas T Tauri. Sin embargo, se ha cuestionado su afirmación de que dicha formación se produciría en toros o anillos, ya que dichos anillos se dispersarían antes de colapsar en planetas.
El nacimiento de la teoría moderna y ampliamente aceptada de la formación planetaria, el Modelo del Disco Nebular Solar (SNDM), se remonta a los trabajos del astrónomo soviético Victor Safronov. Su libro Evolución de la nube protoplanetaria y formación de la Tierra y los planetas, traducido al inglés en 1972, tuvo un efecto duradero en la forma en que los científicos pensaban en la formación de los planetas. En este libro se formularon casi todos los problemas principales del proceso de formación planetaria, y algunos de ellos se resolvieron. Las ideas de Safronov se desarrollaron aún más en los trabajos de George Wetherill, que descubrió la acreción fugaz. A principios de la década de 1980, la hipótesis nebular en forma de SNDM volvió a ganar adeptos gracias a dos importantes descubrimientos en astronomía. En primer lugar, se descubrió que varias estrellas jóvenes, como Beta Pictoris, estaban rodeadas de discos de polvo frío, tal y como predecía la hipótesis nebular. En segundo lugar, el Satélite Astronómico Infrarrojo, lanzado en 1983, observó que muchas estrellas tenían un exceso de radiación infrarroja que podía explicarse si estaban orbitadas por discos de material más frío.

### Cuestiones pendientes
Aunque el panorama general de la hipótesis nebular está ampliamente aceptado, muchos de los detalles no se comprenden bien y siguen perfeccionándose.
El modelo nebular refinado se desarrolló íntegramente a partir de observaciones del sistema solar porque era el único conocido hasta mediados de los años noventa. No se asumió con seguridad que fuera ampliamente aplicable a otros sistemas planetarios, aunque los científicos estaban ansiosos por probar el modelo nebular encontrando discos protoplanetarios o incluso planetas alrededor de otras estrellas. Desde el 30 de agosto de 2013, el descubrimiento de 941 planetas extrasolares ha dado lugar a muchas sorpresas, y el modelo nebular debe ser revisado para dar cuenta de estos sistemas planetarios descubiertos, o se deben considerar nuevos modelos.
Entre los planetas extrasolares descubiertos hasta la fecha hay planetas del tamaño de Júpiter o mayores, pero que poseen períodos orbitales muy cortos, de sólo unas horas. Estos planetas tendrían que orbitar muy cerca de sus estrellas, tan cerca que sus atmósferas serían gradualmente despojadas por la radiación solar. No hay consenso sobre cómo explicar estos llamados Júpiter calientes, pero una de las ideas principales es la de la migración planetaria, similar al proceso que se cree que ha movido a Urano y Neptuno a su órbita actual y distante. Entre los posibles procesos que causan la migración se encuentran la fricción orbital mientras el disco protoplanetario aún está lleno de gas de hidrógeno y helio y el intercambio de momento angular entre los planetas gigantes y las partículas del disco protoplanetario.
Otro problema es el de las características detalladas de los planetas. La hipótesis de la nebulosa solar predice que todos los planetas se formarán exactamente en el plano de la eclíptica. En cambio, las órbitas de los planetas clásicos tienen varias pequeñas inclinaciones con respecto a la eclíptica. Además, en el caso de los gigantes gaseosos, se predice que sus rotaciones y sistemas lunares no estarán inclinados con respecto al plano de la eclíptica. Sin embargo, la mayoría de los gigantes gaseosos tienen inclinaciones axiales sustanciales con respecto a la eclíptica, teniendo Urano una inclinación de 98°. Otra cuestión es que la Luna es relativamente grande con respecto a la Tierra y que otras lunas tienen órbitas irregulares con respecto a su planeta. En la actualidad se cree que estas observaciones se explican por acontecimientos posteriores a la formación inicial del sistema solar.

## Hipótesis de la evolución solar
Los intentos de aislar la fuente física de la energía del Sol y, por tanto, determinar cuándo y cómo podría agotarse finalmente, comenzaron en el siglo XIX.

### Contracción de Kelvin-Helmholtz
En el siglo XIX, la opinión científica predominante sobre el origen del calor del Sol era que se generaba por contracción gravitatoria. En la década de 1840, los astrónomos J. R. Mayer y J. J. Waterson propusieron por primera vez que el peso masivo del Sol lo haría colapsar sobre sí mismo, generando calor. En 1854, Hermann von Helmholtz y Lord Kelvin desarrollaron esta idea, sugiriendo que el calor también podría ser producido por el impacto de los meteoros en la superficie del Sol. Las teorías de la época sugerían que las estrellas evolucionaban descendiendo por la secuencia principal del diagrama de Hertzsprung-Russell, comenzando como supergigantes rojas difusas antes de contraerse y calentarse para convertirse en estrellas azules de la secuencia principal, para luego descender aún más hasta convertirse en enanas rojas antes de terminar como enanas negras frías y densas. Sin embargo, el Sol sólo tiene suficiente energía potencial gravitatoria para alimentar su luminosidad mediante este mecanismo durante unos 30 millones de años, mucho menos que la edad de la Tierra. (Este tiempo de colapso se conoce como la escala de tiempo Kelvin-Helmholtz).
El desarrollo de la teoría de la relatividad por parte de Albert Einstein en 1905 permitió comprender que las reacciones nucleares podían crear nuevos elementos a partir de precursores más pequeños con pérdida de energía. En su tratado Estrellas y Átomos, Arthur Eddington sugirió que las presiones y temperaturas dentro de las estrellas eran lo suficientemente grandes como para que los núcleos de hidrógeno se fusionaran en helio, un proceso que podría producir las enormes cantidades de energía necesarias para alimentar el Sol. En 1935, Eddington fue más allá y sugirió que otros elementos también podrían formarse dentro de las estrellas. Las pruebas espectrales recogidas después de 1945 mostraron que la distribución de los elementos químicos más comunes, como el carbono, el hidrógeno, el oxígeno, el nitrógeno, el neón y el hierro, era bastante uniforme en toda la galaxia, lo que sugería que estos elementos tenían un origen común. Numerosas anomalías en las proporciones insinuaban un mecanismo subyacente de creación. Por ejemplo, el plomo tiene un peso atómico mayor que el oro, pero es mucho más común; además, el hidrógeno y el helio (elementos 1 y 2) son prácticamente omnipresentes, pero el litio y el berilio (elementos 3 y 4) son extremadamente raros.

### Gigantes rojas
Aunque los espectros inusuales de las estrellas gigantes rojas se conocían desde el siglo XIX, fue George Gamow quien, en la década de 1940, comprendió por primera vez que se trataba de estrellas de masa aproximadamente solar que se habían quedado sin hidrógeno en sus núcleos y habían recurrido a quemar el hidrógeno de sus envolturas exteriores. Esto permitió a Martin Schwarzschild establecer la relación entre las gigantes rojas y la vida finita de las estrellas. Ahora se sabe que las gigantes rojas son estrellas que se encuentran en las últimas etapas de su ciclo vital.
Fred Hoyle observó que, aunque la distribución de los elementos era bastante uniforme, las diferentes estrellas tenían cantidades distintas de cada elemento. Para Hoyle, esto indicaba que debían haberse originado dentro de las propias estrellas. La abundancia de elementos alcanzó un máximo en torno al número atómico del hierro, un elemento que sólo podía haberse formado bajo presiones y temperaturas intensas. Hoyle llegó a la conclusión de que el hierro debía haberse formado en el interior de las estrellas gigantes. A partir de esto, en 1945 y 1946, Hoyle construyó las etapas finales del ciclo de vida de una estrella. A medida que la estrella muere, se colapsa bajo su peso, dando lugar a una cadena estratificada de reacciones de fusión: el carbono-12 se fusiona con el helio para formar oxígeno-16, el oxígeno-16 se fusiona con el helio para producir neón-20, y así sucesivamente hasta llegar al hierro. Sin embargo, no se conocía ningún método para producir carbono-12. Los isótopos de berilio producidos mediante fusión eran demasiado inestables para formar carbono, y que tres átomos de helio formaran carbono-12 era tan improbable que resultaba imposible a lo largo de la edad del Universo. Sin embargo, en 1952, el físico Ed Salpeter demostró que existía un tiempo suficientemente corto entre la formación y la desintegración del isótopo de berilio como para que otro helio tuviera una pequeña posibilidad de formar carbono, pero sólo si sus cantidades combinadas de masa/energía eran iguales a las del carbono-12. Hoyle, empleando el principio antrópico, demostró que debía ser así, ya que él mismo estaba hecho de carbono, y existía. Cuando finalmente se determinó el nivel de materia/energía del carbono-12, se comprobó que estaba dentro de unos pocos porcentajes de la predicción de Hoyle.

### Enanas blancas
La primera enana blanca descubierta fue en el sistema estelar triple de 40 Eridani, que contiene la estrella de secuencia principal relativamente brillante 40 Eridani A, orbitada a distancia por el sistema binario más cercano de la enana blanca 40 Eridani B y la enana roja de secuencia principal 40 Eridani C. El par 40 Eridani B/C fue descubierto por William Herschel el 31 de enero de 1783; fue observado de nuevo por Friedrich Georg Wilhelm Struve en 1825 y por Otto Wilhelm von Struve en 1851. En 1910, Henry Norris Russell, Edward Charles Pickering y Williamina Fleming descubrieron que, a pesar de ser una estrella débil, 40 Eridani B era de tipo espectral A, o blanca.
Las enanas blancas resultaron ser extremadamente densas poco después de su descubrimiento. Si una estrella se encuentra en un sistema binario, como es el caso de Sirio B y 40 Eridani B, es posible estimar su masa a partir de las observaciones de la órbita binaria. Esto se hizo para Sirio B en 1910, con una estimación de masa de 0,94 M☉ (una estimación más moderna es de 1,00 M☉). Dado que los cuerpos más calientes irradian más que los más fríos, el brillo superficial de una estrella puede estimarse a partir de su temperatura superficial efectiva y, por tanto, de su espectro. Si se conoce la distancia de la estrella, también se puede estimar su luminosidad global. Si se comparan ambas cifras, se obtiene el radio de la estrella. Este tipo de razonamiento llevó a los astrónomos de la época a darse cuenta de que Sirio B y 40 Eridani B debían ser muy densas. Por ejemplo, cuando Ernst Öpik estimó la densidad de algunas estrellas binarias visuales en 1916, descubrió que 40 Eridani B tenía una densidad de más de 25.000 veces la del Sol, lo que era tan alto que lo calificó de «imposible».
Estas densidades son posibles porque el material de las enanas blancas no está compuesto por átomos unidos por enlaces químicos, sino que consiste en un plasma de núcleos y electrones no unidos. Por lo tanto, no hay ningún obstáculo para colocar los núcleos más cerca unos de otros de lo que normalmente permitirían los orbitales de los electrones -las regiones ocupadas por los electrones unidos a un átomo-. Sin embargo, Eddington se preguntaba qué ocurriría cuando este plasma se enfriara y la energía que mantenía los átomos ionizados dejara de estar presente. Esta paradoja fue resuelta por R. H. Fowler en 1926 mediante una aplicación de la mecánica cuántica recién concebida. Dado que los electrones obedecen el principio de exclusión de Pauli, no puede haber dos electrones que ocupen el mismo estado, y deben obedecer la estadística de Fermi-Dirac, también introducida en 1926 para determinar la distribución estadística de las partículas que satisface el principio de exclusión de Pauli. Por lo tanto, a temperatura cero, los electrones no pueden ocupar todos el estado de menor energía, o estado fundamental, sino que algunos tienen que ocupar estados de mayor energía, formando una banda de estados de menor energía disponible, el mar de Fermi. Este estado de los electrones, llamado degenerado, significaba que una enana blanca podía enfriarse hasta la temperatura cero y seguir poseyendo alta energía.

### Nebulosas planetarias
Las nebulosas planetarias son, por lo general, objetos débiles, y ninguna es visible a simple vista. La primera nebulosa planetaria descubierta fue la nebulosa Dumbbell, en la constelación de Vulpecula, observada por Charles Messier en 1764 y catalogada como M27 en su catálogo de objetos nebulosos. Para los primeros observadores con telescopios de baja resolución, M27 y las nebulosas planetarias descubiertas posteriormente se parecían en cierto modo a los gigantes gaseosos, y William Herschel, el descubridor de Urano, acabó acuñando el término «nebulosa planetaria» para referirse a ellas, aunque, como sabemos ahora, son muy diferentes de los planetas.
Las estrellas centrales de las nebulosas planetarias son muy calientes. Sin embargo, su luminosidad es muy baja, lo que implica que deben ser muy pequeñas. Una estrella sólo puede colapsar hasta un tamaño tan pequeño cuando ha agotado todo su combustible nuclear, por lo que las nebulosas planetarias pasaron a entenderse como una etapa final de la evolución estelar. Las observaciones espectroscópicas muestran que todas las nebulosas planetarias están en expansión, por lo que surgió la idea de que las nebulosas planetarias se debían a que las capas exteriores de una estrella eran arrojadas al espacio al final de su vida.

## Hipótesis del origen lunar

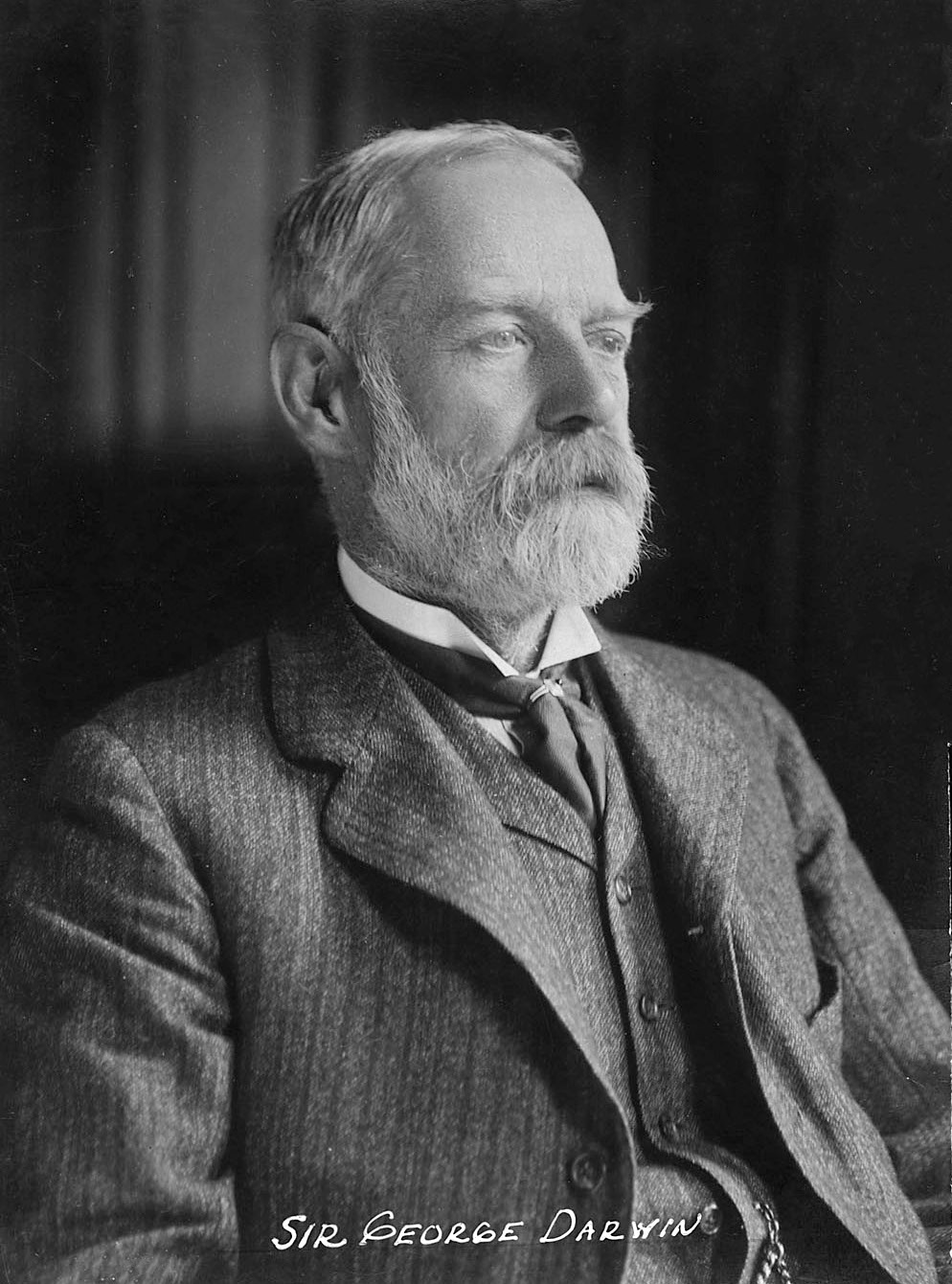
George Darwin

A lo largo de los siglos, se han planteado muchas hipótesis científicas sobre el origen de la Luna terrestre. Una de las primeras fue el llamado modelo de acreción binaria, que concluía que la Luna se acretaba a partir del material en órbita alrededor de la Tierra sobrante de su formación. Otro, el modelo de fisión, fue desarrollado por George Darwin (hijo de Charles Darwin), quien señaló que, como la Luna se aleja gradualmente de la Tierra a un ritmo de unos 4 cm por año, en un momento del pasado lejano debió formar parte de la Tierra pero fue lanzada hacia el exterior por el impulso de la rotación terrestre, mucho más rápida entonces. Esta hipótesis también se ve apoyada por el hecho de que la densidad de la Luna, aunque menor que la de la Tierra, es aproximadamente igual a la del manto rocoso terrestre, lo que sugiere que, a diferencia de la Tierra, carece de un núcleo de hierro denso. Una tercera hipótesis, conocida como el modelo de captura, sugería que la Luna era un cuerpo orbital independiente que había sido atrapado en su órbita por la gravedad de la Tierra.

### Misiones Apolo
Todas las hipótesis existentes fueron refutadas por las misiones lunares Apolo de finales de los años 60 y principios de los 70, que introdujeron una corriente de nuevas pruebas científicas, concretamente sobre la composición, la edad y la historia de la Luna. Estas líneas de evidencia contradicen muchas de las predicciones hechas por estos modelos anteriores. Las rocas traídas de la Luna mostraban una marcada disminución de agua en relación con las rocas de otros lugares del sistema solar y evidencias de un océano de magma al principio de su historia, lo que indica que su formación debe haber producido una gran cantidad de energía. Además, los isótopos de oxígeno de las rocas lunares mostraron una marcada similitud con los de la Tierra, lo que sugiere que se formaron en un lugar similar de la nebulosa solar. El modelo de captura no logra explicar la similitud de estos isótopos (si la Luna se hubiera originado en otra parte del sistema solar, esos isótopos habrían sido diferentes), mientras que el modelo de co-acervación no puede explicar adecuadamente la pérdida de agua (si la Luna se formó de forma similar a la Tierra, la cantidad de agua atrapada en su estructura mineral también sería aproximadamente similar). Por el contrario, el modelo de fisión, aunque puede explicar la similitud en la composición química y la falta de hierro en la Luna, no puede explicar adecuadamente su elevada inclinación orbital y, en particular, la gran cantidad de momento angular del sistema Tierra-Luna, más que cualquier otro par planeta-satélite del sistema solar.

### Teoría del gran impacto
Durante muchos años después del Apolo, el modelo de acreción binaria se impuso como la mejor hipótesis para explicar los orígenes de la Luna, aunque se sabía que era defectuoso. Luego, en una conferencia celebrada en Kona (Hawái) en 1984, se compuso un modelo de compromiso que daba cuenta de todas las discrepancias observadas. Formulado originalmente por dos grupos de investigación independientes en 1976, el modelo de impacto gigante suponía que un objeto planetario masivo del tamaño de Marte había colisionado con la Tierra al principio de su historia. El impacto habría fundido la corteza terrestre, y el núcleo pesado del otro planeta se habría hundido hacia dentro y fusionado con el de la Tierra. El vapor sobrecalentado producido por el impacto habría subido a la órbita del planeta, fusionándose con la Luna. Esto explica la falta de agua, ya que la nube de vapor estaba demasiado caliente para que el agua se condensara; la similitud en la composición, ya que la Luna se había formado a partir de una parte de la Tierra; la menor densidad, ya que la Luna se había formado a partir de la corteza y el manto de la Tierra, en lugar de su núcleo; y la inusual órbita de la Luna, ya que un impacto oblicuo habría impartido una enorme cantidad de momento angular al sistema Tierra-Luna.

#### Cuestiones pendientes
El modelo del impacto gigante ha sido criticado por ser demasiado explicativo, ya que puede ampliarse para explicar cualquier descubrimiento futuro y, como tal, es infalsificable. Muchos afirman también que gran parte del material del impactador habría acabado en la Luna, lo que significaría que los niveles de isótopos serían diferentes, pero no lo son. Además, mientras que algunos compuestos volátiles, como el agua, están ausentes de la corteza lunar, muchos otros, como el manganeso, no lo están.

### Otros satélites naturales
Si bien los modelos de co-acreción y captura no se aceptan actualmente como explicaciones válidas para la existencia de la Luna, se han empleado para explicar la formación de otros satélites naturales del sistema solar. Se cree que los satélites galileanos de Júpiter se formaron por coacervación, mientras que los satélites irregulares del sistema solar, como Tritón, se cree que fueron capturados.